# Колибите (вилает Лозенград)
Вижте пояснителната страница за други значения на Колибите.
Колибите (на турски: Hamzabey, Хамзабей) е село в Източна Тракия, Турция, Околия Люлебургас, Вилает Лозенград (Къркларели).

## География
Колибите се намира на 10 километра северно от Люлебургас.

## История
В XIX век Колибите е българско село в Бунархисарска кааза в Одринския вилает на Османската империя. Според „Етнография на вилаетите Адрианопол, Монастир и Салоника“, издадена в Константинопол в 1878 година и отразяваща статистиката на населението от 1873 година Колиби (Colibi) има 100 домакинства и 458 жители българи.
В 1899 година бунархисарският учител Христо Настев с помощта на жителите на Колибите Димитър и Стоян Ташев основава в селото комитет на ВМОРО. На 15 и 16 май 1903 година Колибите е подложено на масови репресии от страна на башибозук (мухаджири в Мандарица), след което мнозина местни жители напускат селото.
Според статистиката на професор Любомир Милетич в 1912 година в Колибите живеят 80 български екзархийски семейства.
При избухването на Балканската война в 1912 година един човек от Колибите е доброволец в Македоно-одринското опълчение.
Българското население на Колибите се изселва след Междусъюзническата война в 1913 година. От тях 37 семейства (150 души) се заселват в Бургаска околия и 9 семейства в Карнобатска околия.

## Личности
Родени в Колибите
- Андрей Желязков Домузчиев, български свещеник и революционер, служил в бунархисарската църква „Свети Георги”[7]
- Атанас Сотиров, български революционер от ВМОРО, четник на Христо Цветков[8]
- Велко Морфев (1881 - ?), деец на ВМОРО, участник в Илинденско-Преображенското въстание в 1903 година с четата на Георги Тенев[9]
- Велко Стоянов, куриер на ВМОРО[10]
- Георги Николов Тулев, деец на ВМОРО[11]
- Георги Фотакиев, деец на ВМОРО
- Димитър Бодуров (1856 – 1929), български свещеник и революционер, деец на ВМОРО
- Димитър Желязков (1881 - ?), деец на ВМОРО, участник в Илинденско-Преображенското въстание в 1903 година с четата на Георги Тенев[9]
- Димитър Стоянов Желязков, деец на ВМОРО, четник в четата на Стоян Петров[12]
- Димитър Ташев (1874 – 1955), български революционер
- Димо Русев (1872 – 1947), български революционер
- Иван Златанов (1863 – 1901), български революционер
- Илия Ташев (1872 – 1913), македоно-одрински опълченец, 1, 3 и Нестроева рота на 5 одринска дружина, загинал на 9 юли 1913 година[13]
- Киряза Димов (1873 - ?), деец на ВМОРО, участник в Илинденско-Преображенското въстание в 1903 година с четата на Георги Тенев[9]
- Неделчо Димитров (1894 – ?), български юрист, в 1923 година завършил право в Софийския университет[14]
- Никола Димов (1883 - ?), деец на ВМОРО, участник в Илинденско-Преображенското въстание в 1903 година с четата на Георги Тенев[9]
- Никола Кирязов, деец на ВМОРО[15]
- Стамат Николов (1881 - ?), четник в Илинденско-Преображенското въстание в четата на Стоян Петров,[16] участник в Илинденско-Преображенското въстание в 1903 година с четата на Георги Тенев[9]
- Стоян Димитров (1863 - ?), деец на ВМОРО, участник в Илинденско-Преображенското въстание в 1903 година с четата на Георги Тенев[9]
- Ташо Димитров (1873 - ?), деец на ВМОРО, участник в Илинденско-Преображенското въстание в 1903 година с четата на Георги Тенев[9]
- Тодор Георгиев Кабалиев, свещеник, ръководител на селския комитет на ВМОРО[17]

Починали в Колибите
- Иван Златев Шарланджиев, български военен деец, подпоручик, загинал през Балканската война[18]
- Иван Стоянов Балкански, български военен деец, подпоручик, загинал през Балканската война[19]
- Никола Жечев Дуков, български военен деец, подпоручик, загинал през Балканската война[20]
- Тодор Иванов Иванов, български военен деец, подпоручик, загинал през Балканската война[21]
- Тодор П. Кирчев, български военен деец, подпоручик, загинал през Балканската война[22]
- Христо Илиев Дюлгеров, български военен деец, капитан, загинал през Балканската война[23]